# Stoughton (Saskatchewan)
Stoughton és un poble de Saskatchewan, Canadà. Segons el cens de 2011 tenia 694 habitants.
El Servei de Policia de Stoughton ja no existeix perquè era massa petit i ara està en associació amb la Reial Policia Muntada del Canadà per proporcionar servei de policia del poble i els seus voltants. Aquest poble es troba a unes vuitanta-vuit milles al sud-est de Regina. És l'oficina administrativa de la reserva índia Primera Nació Ocean Man. Aquesta banda índia conté membres de tres nacions: assiniboines, saulteaux (anishinaabe) i cree.
La ciutat és creuada per l'Autopista 13, Autopista 33 i Autopista 47.

## Galeria

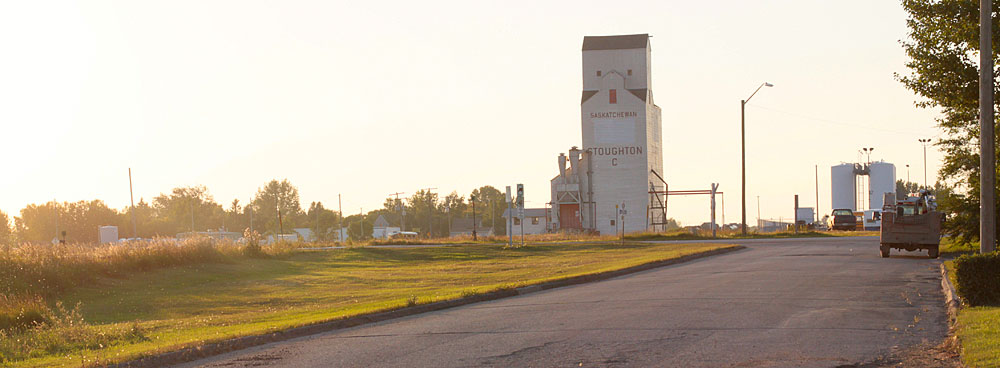
Carretera i elevador de gra
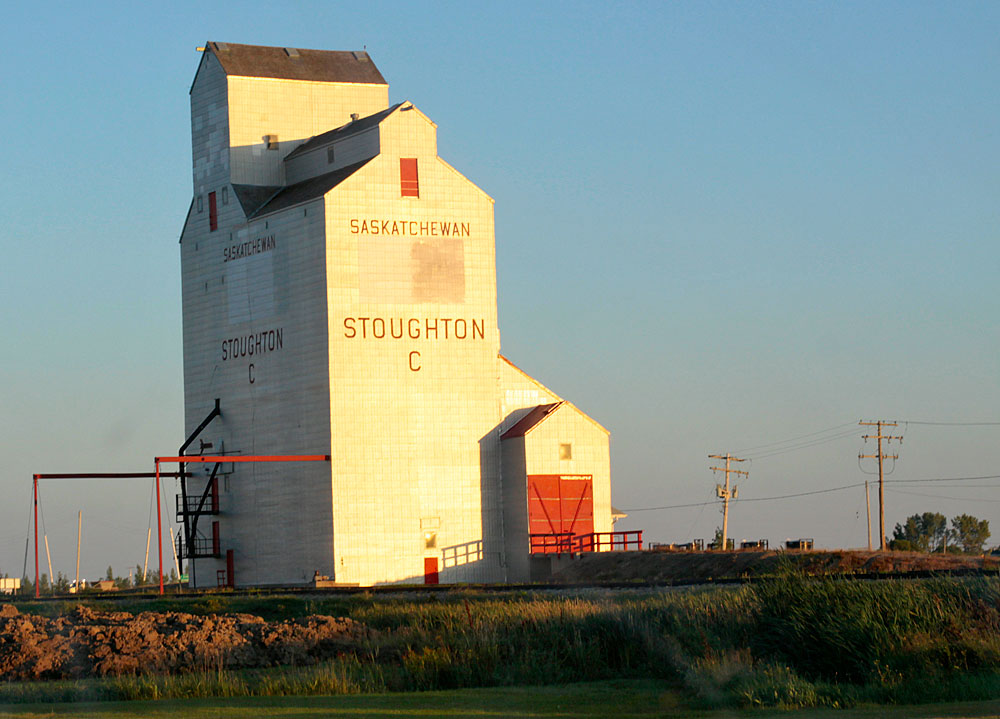
Elevador de gra
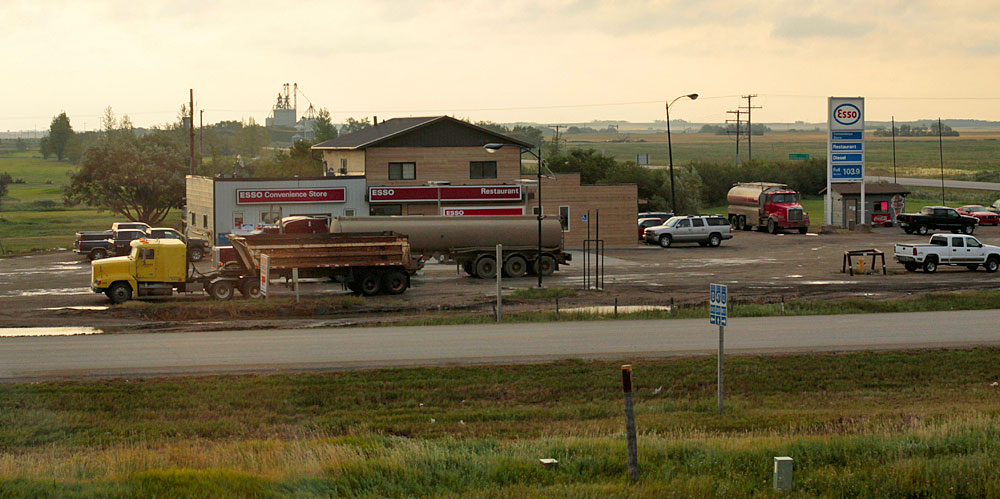
Gasolinera